# F-15J战斗机
F-15J/DJ是基於美国麦克唐纳·道格拉斯公司（现波音公司）旗下F-15C/D戰鬥機衍生出的日本用機型，J為單座型，DJ為雙座型，由三菱重工业得到原廠授權後製造，為僅供航空自卫队使用的制空战斗机。
1977年12月28日自衛隊決定採用F-15作為將來的主力戰機，其後213架的訂單讓日本成為美国以外最大的F-15用户。F-15J/DJ自1981年起陸續投入空自服役，除用於軍事與戰備勤務，F-15DJ還承擔培訓新人飛行員的任務。
F-15J/DJ經航電系統升級後的版本稱為F-15J J-MSIP(MSIP CONFIGURATION II AIRCRAFT，F-15MJ)，空自至今持有102架的此改型。2019年空自計畫將F-15MJ中的98架再行現代化升級，稱之為JSI（Japanese Super Interceptor）版本，而未有升級過的早期版F-15J/DJ則邁入逐步退役的日程。2022年2月空自宣布為選定的68架F-15MJ（皆為單座型）進行再升級，採用的規格即為早前預定的JSI版本。

## 競標過程
為取代日漸老化的F-104星式戰鬥機及部分早期引進的F-4幽靈II戰鬥機，日本防衛廳於1974年就引進新戰鬥機展開招標。採購案於1975年截標時，候選機種如下：
- F-14
- F-15
- F-16
- F-17
- 龍捲風IDS
- 幻影F1
- SAAB 37

至1976年第二輪競標時，所有歐洲製戰機及F-17方案均告出局，僅餘下F-14、F-15及F-16三個選擇。最後，由於採購F-15最具成本效益且最符合自衛隊需求，防衛廳於1977年12月28日的國防會議上，決定採用此機種作為將來的主力戰機。
及後，日本透過美國海外軍售計劃，正式引進F-15J，當中日方亦獲授權製造部分機材及組件。與其他海外軍售計劃一樣，該次採購案獲美方命名為「和平之鷹」（Peace Eagle）。

## 自產分配

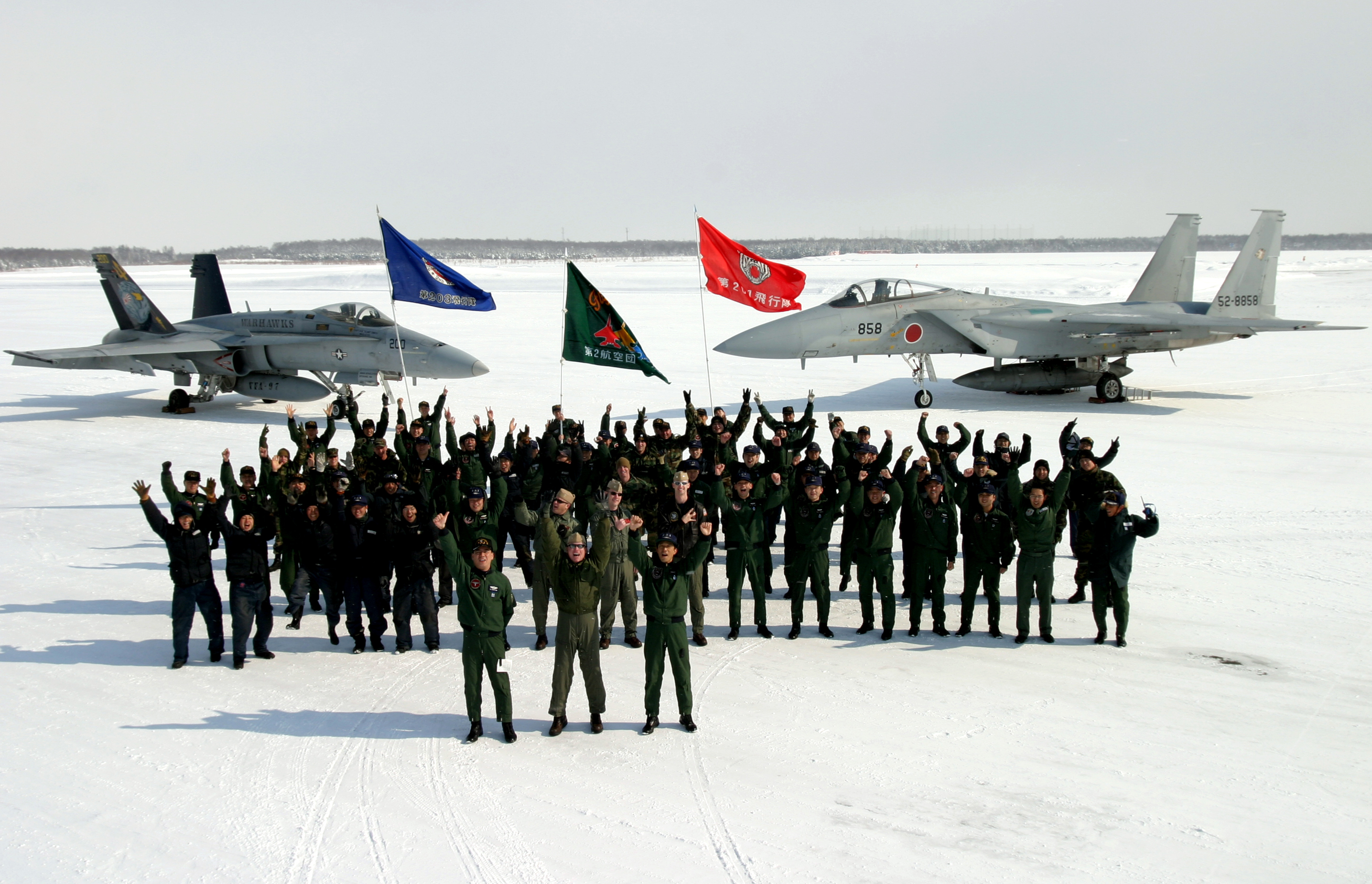
日美聯合演習

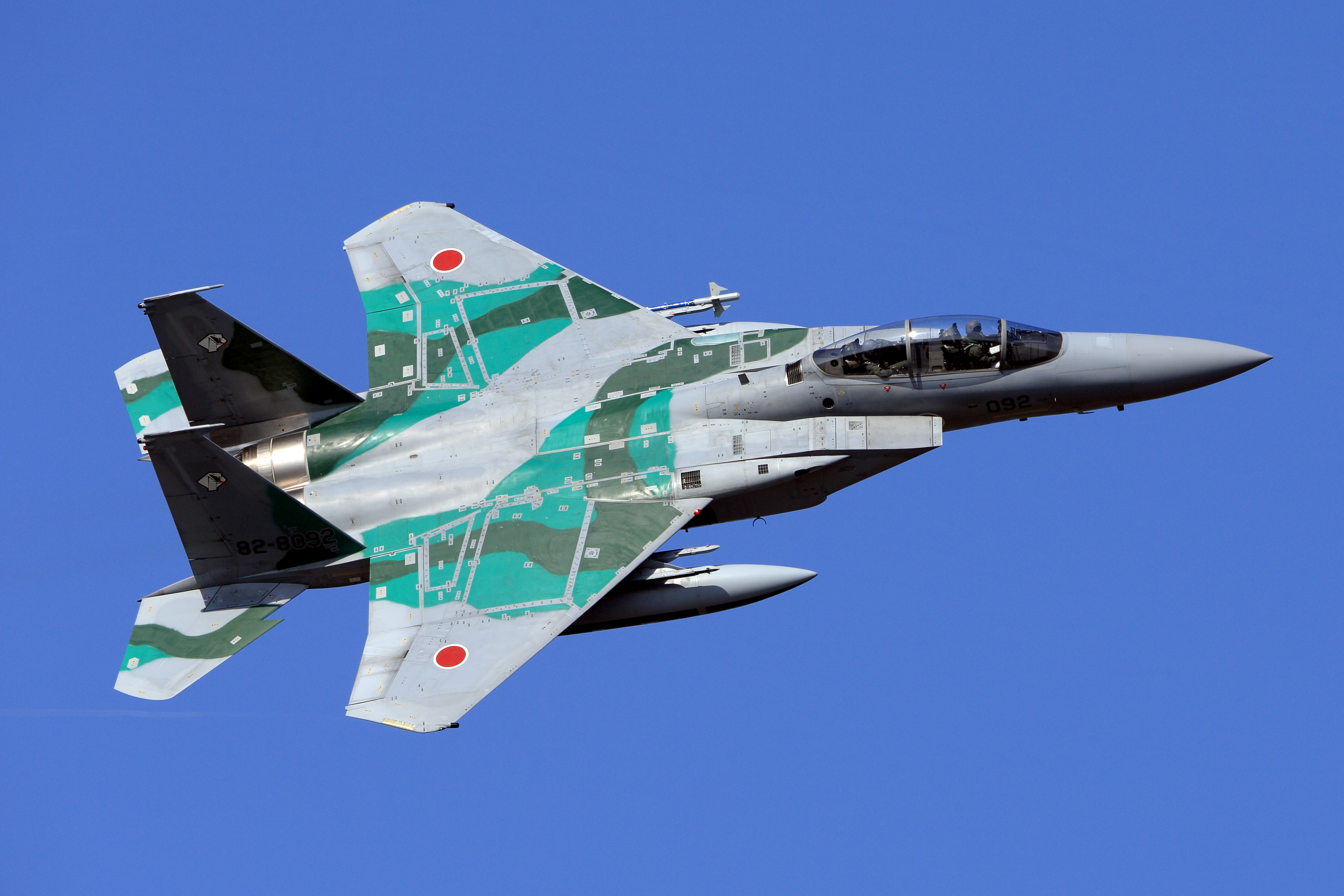
日本航空自衛隊的F-15DJ戰鬥機（82-8092）

| 企業名                                          | 分配 |
| ----------------------------------------------- | --- |
| 三菱重工業（主合約公司）                        | 前・中段機身、機體最終組裝 |
| 川崎重工業                                      | 主翼、後段機身、水平及垂直尾翼 |
| 住友精密工業                                    | 起落架零件 |
| 富士重工業                                      | 前起落架・主起落架、航太合金加工 |
| 日本飛行機                                      | 派龍架、飛彈發射導軌 LAU-114 |
| 新明和工業                                      | 外掛用600加侖副油箱 |
| 石川島播磨重工業                                | F100-IHI-100/IHI-220E發動機 |
| 日特金属工業株式会社 （已和住友重機械工業合併） | JM61A1 20mm機砲 |
| 三菱電機                                        | 火控雷達 AN/APG-63、UHF無線電 AN/ARC-164、UHF/DF通訊設備 OA-8639/ADR-6、綜合指示器 OD-60/A、姿態方位基準裝置 AN/ASN-108、大氣諸元計算装置 AN/ASK-6、中央處理電腦 CP-1075/AYK |
| 日本電氣                                        | 戰術導航装置及天線 AN/ARN-118（v） |
| 日立製作所                                      | 戰術數據鏈裝置 J/ASW-10 |
| 東洋通信機                                      | IFF應答装置 AN/APX-101（v）、IFF訊問装置 AN/APX-76A（v） |
| 島津製作所                                      | 抬頭顯示器 AN/AVQ-20 |
| 東京芝浦電氣                                    | 鉛陀螺儀 CN-1377/AWG、慣性導航系統 AN/ASN-109 |
| 東京計器製作所                                  | 被鎖定告警接收機 J/APR-4 |

## 性能諸元（F-15J）

### 基本資料
- 人員： 1 （J），2 （DJ）
- 全長： 63.9 ft （19.43 m）
- 翼展： 42.10 ft （13.05 m）
- 全高： 18.6 ft （5.63m）
- 空重： 27,999 lb （12,700 kg）
- 內載燃油重： 13,448 lb （6,100kg）
- 最大起飛重量 68,002 lb （30,845 kg）
- 動力
  - 二具普惠/石川島播磨重工業F100-IHI-100或F100-IHI-220E帶後燃器渦輪扇引擎，每具靜軍用推力77.62kN（17,450磅），後燃推力111.2kN（25,000磅）

### 性能
- 極速
  - 高空：2.5馬赫（1,650 mph;2,650 km/h）
  - 海平面：1.2馬赫
- 實用昇限
  - 66,000 英尺（20,000公尺）
- 爬昇率 50,000 英尺/分鐘 （254公尺/秒）
- 翼負荷：358kg/m²
- 推重比：1.12

### 武器
- 機炮：
  - 一門20毫米M61火神式機砲（備彈940發）
- 飛彈：
  - AIM-7麻雀飛彈
  - AIM-9響尾蛇飛彈
  - 90式空對空飛彈（AAM-3）
  - 99式空對空飛彈（AAM-4B/4B）
  - 04式空對空飛彈（AAM-5）
  - AGM-158聯合空面飛彈（JASSM）(日本F-15J/DJ專屬)

## 換裝年表及服役單位
F-15J/DJ預定服役於原本操作F-104J/DJ的200番飛行隊，以及部分操作F-4EJ的300番飛行隊，1981年12月7日，首批種子教官於美國路克基地接受換裝訓練，並於結訓返國後於新田原基地成立首支臨時教育飛行隊，開始培訓飛官並準備接收新機。

### 換裝年表
• 1982年12月21日，第202飛行隊換裝F-15J/DJ，同時身兼戰備換訓任務，並配備較多雙座型機(原操作F-104J/DJ) 
• 1984年3月24日，第203飛行隊換裝F-15J/DJ，駐防千歲基地(原操作F-104J/DJ)
• 1985年3月2日，第204飛行隊換裝F-15J/DJ，駐防百里基地(原操作F-104J/DJ)
• 1986年3月19日，第201飛行隊換裝F-15J/DJ，駐防千歲基地(原操作F-104J/DJ)
• 1987年12月1日，第303飛行隊換裝F-15J/DJ，駐防小松基地(原操作F-4EJ)
• 1990年1月20日，第304飛行隊換裝F-15J/DJ，駐防築城基地(原操作F-4EJ)
• 1993年8月2日，第305飛行隊換裝F-15J/DJ，駐防百里基地(原操作F-4EJ)
• 1997年3月18日，第306飛行隊換裝F-15J/DJ，駐防小松基地(原操作F-4EJ改)
此後，針對F-15J/DJ飛官的飛行訓練為先經由T-2高教機(後換裝為T-4教練機)訓練後，再至第202飛行隊進行機種轉換與戰備訓練，為了單位簡化與降低業務繁重，航空自衛隊於1999年推動設立一支新的飛行隊用於訓練，最終，2000年10月3日，原臨時飛行隊(臨時教育航空隊)與第202飛行隊合併為專門訓練飛官的第23教育飛行隊，第202飛行隊業務終止並廢除，新成立的單位繼續隸屬新田原基地。
直屬航空戰術教導團的飛行教導隊於1990年4月12日跟進將T-2換裝為F-15J/DJ，並改組為飛行教導群。
全數現役的F-104J/DJ則於1986年退出作戰序列，並不再執行警備任務。

### 現役單位
截至2022年2月，航空自衛隊共保有200架F-15J/DJ(折損13架)，並配屬給7個飛行隊、1個訓練飛行隊、飛行教導群、飛行開發實驗團和第一技術學校服役。2009年1月19日，第204飛行隊從百里基地遷至那霸基地，並從第7航空團調至第83航空團。2016年1月31日，第304飛行隊從築城基地遷至那霸基地，第83航空團被裁撤，併入新成立的第9航空團。同時，在2016年的預算申請中，飛行教導群將從新田原基地遷至小松基地，第305飛行隊將從百里基地遷至新田原基地，2016年6月10日，飛行教導群從新田原基地遷至小松基地，同年8月31日，第305飛行隊從百里基地遷至新田原基地，第7航空團併入第5航空團。
- l  千歲基地：第2航空團 - 第201飛行隊、第203飛行隊
- l  濱松基地：第一技術學校
- l  小松基地：第6航空團 - 第303飛行隊、第306飛行隊，航空戰術指導團 - 飛行教導群
- l  岐阜基地：航空開發實驗集團 - 飛行開發實驗團
- l  新田原基地：第5航空團 - 第305飛行隊，飛行教育航空團 - 第23教育飛行隊
- l  那霸基地：第9航空團 - 第204飛行隊、第304飛行隊

## 事故列表及記錄(截至2023年)
包括誤擊事故在內，航空自衛隊共損失了13架F-15J/DJ。特別是在服役的前10年失事率為最高，期間總共損失了5架飛機。
1983年10月20日 第202飛行隊
F-15DJ機號12-8053在夜航訓練時失事，2名飛官殉職。
1987年3月13日 第204飛行隊
F-15J機號42-8840在攔截訓練期間因空間迷向失事，1名飛官殉職。
1988年6月29日 第303飛行隊
F-15J機號22-8804、22-8808在空戰訓練時發生空中碰撞，2名飛官殉職。
1990年1月26日 第303飛行隊
F-15J機號42-8832於發動機試俥時發生失控事故，飛機大破，無人傷亡，該機事後送返三菱重工大修升級至J-MSIP機標準。
1990年7月2日 第204飛行隊
F-15J機號52-8857夜航訓練時失事，1名飛官殉職。
1991年12月31日 第201飛行隊
F-15DJ機號12-8079於小松空軍基地著陸，在進場時燃油洩漏引起爆炸，1名飛官彈射逃生獲救。
1992年10月27日 第204飛行隊
F-15J機號72-8884(當時為第305飛行隊借用)於飛返基地時於回程失控，1名飛官彈射逃生，但不幸殉職(頭部撞擊座艙罩)。
1993年10月6日 第202飛行隊
F-15DJ機號82-8064(當時為飛行教導群借用)飛行時燃油系統不良失事，2名飛官彈射逃生獲救。
1995年10月6日 第303飛行隊
F-15J機號72-8891從小松基地起飛時因發動機故障放棄起飛後於跑道外起火，1名飛官自行逃生獲救。
1995年11月22日 第303飛行隊
F-15J機號52-8846由於被僚機(62-8870)誤射的AIM-9擊中，在空戰訓練時墜毀，1名飛官彈射逃生獲救。
2008年9月11日 第304飛行隊
F-15J機號72-8883飛行時電力系統故障，1名飛官彈射逃生獲救。
2011年7月5日 第204飛行隊
F-15J機號72-8879在東海訓練空域飛行時，飛行員在空戰訓練開始後不久，立即叫停了訓練，隨後經確認該機因G-LOC墜海失事，1名飛官殉職。
2022年1月31日 飛行教導群
F-15DJ機號32-8083從小松基地起飛後，航跡就從小松管制隊的雷達上消失，空中管制員確認光點自雷達上消失，並通過無線電呼叫，但該機沒有回應，疑似因空間迷向失事，2名飛官殉職，其中一人為時任飛行教導群司令田中公司。
2023年3月6日 第305飛行隊
F-15J機號22-8812執行緊急攔截任務起飛時發動機故障，並於衝出跑道後受損，無人傷亡。

## 與原生版的機體規格差異
1.     F-15J/DJ是在美軍F-15C/D的基礎上開發而成，但被美國國會干預後，國防部決定不提供TEWS(戰術電戰系統)，取而代之的是日本自主研製的J/TEWS，此系統由國產的J/ALQ-8電戰干擾器、J/APR-4雷達告警接收機和授權生產的AN/ALE-45J反制物投射器(熱焰彈/干擾絲投放器)組成。
2.     美國空軍的F-15C/D在左垂尾尖端內置了ECM電戰莢艙AN/ALQ-128，即TEWS的一部分，所以垂直尾翼是不對稱的，但F-15J/DJ因為沒有裝設，所以後者的垂尾是對稱的，這是一大外觀上的區別。
3.     F-15C/D型是基於F-15A/B型的改進版，擴大了機載油箱和增加了稱為FAST PACK的保型油箱(CFT)，然而，雖是基於C/D型開發，但航空自衛隊的F-15J/DJ沒有裝設此配件。
4.     與引進F-4EJ時同樣造成爭議的，該不該保留對地攻擊和空中加油能力，當時防衛省爭取保留此兩套系統，並主張「機上沒有設置專門的對地攻擊計算電腦，且自衛隊也未購置任務所需的莢艙」及「保留此功能不需支付額外的改造費用，也不會對其他國家構成侵略或攻擊性威脅。」，而空中加油能力，雖然能延長空中警戒、巡邏和待命時間，但在F-4採購時被認為沒有必要裝設而拆除。80年代後半，當F-15將成為新一代主力戰機時，航空自衛隊發現不宜將其拆除，因為完全可以預料，一旦發生緊急情況，續航力將會影響戰局的優劣，最終，兩項功能皆沒有被移除。
5.     與其他出口自美國的戰機一樣，由於不需要及避免造成國際糾紛或區域衝突，此機型與F-4EJ一樣移除了核武操作裝置及能力。
6.     儘管是授權生產戰機，但基於國防因素，美國國防部依舊限制部分不可向日本公開的技術訊息與資料，且由於當時F-15是美軍主力戰機，因此這部分的限制是分階段解除的。後來，防衛省(前防衛廳)在日美設備和技術定期會談(S&TF)上進行了談判，並於1981年解禁部分技術，包含允許日本使用除TEWS以外的複合設備和F100渦扇發動機的改進版，以及其他提升性能技術。與此同時，為了擁有聯合作戰能力，作為其自身設備之一，F-15J/DJ配備了日立生產的J/ASW-10資料鏈，可從BADGE系統接收實時接戰數據並與其他任務機共享。
7.     1992年10月17日，一架F-15J(72-8884)在飛行訓練中失控，雖然飛行員緊急彈射逃生，但在彈射過程中飛行員頭部撞擊座艙罩玻璃，造成重傷殉職。作為改進對策，事故發生後，現役的F-15J/DJ在彈射椅上部的前端，額外配備了一個在彈射時打碎座艙蓋用的座艙擊破器。
8.     為飛官換訓而採購的雙座F-15DJ省略了一些設備，例如安裝在駕駛艙後部的J/ALQ-8機載干擾器被移除，所以在執行需要配備電戰莢艙的任務時，會在中線派龍掛載AN/ALQ-131電戰莢艙。
9.     此機型最初只裝備了與F-15C/D相同的AIM-9L飛彈和AIM-7F/7M飛彈，以及固定機砲JM61A1。但是，這些都是通過授權生產採購的裝備，電戰與航電設備的技術轉移很少，引起了國內廠商的不滿，認為跟耗資成本不成正比。
10.  性能提升及技術轉移後，國產的90式(AAM-3)飛彈、04式(AAM-5)飛彈及99式(AAM-4)飛彈取代了既有的武裝，唯AAM-4及AAM-5需對應相關批次及升級才可完全獲得操作能力。
11.  本機型配備了兩具由IHI(石川島播磨重工業)製造的F100-IHI-100渦扇發動機，即普惠公司製造的F100-PW-100的授權生產版。在此型號生產結束時，因為技術解禁，IHI改為生產維護性和耐久性更佳的F100-IHI-220E作為新發動機，之前配備舊發動機生產的早期批次量產機則逐步進行發動機更換。

## 採購時間造成的批次生產差異
三菱重工在生產過程中曾多次更改機型規格與細節，以對應其升級計畫。
C1 - C3批次：僅配備J/APR-4雷達告警接收機(未設置全套J/TEWS系統)
C4批次後（62-8869~）：增加AN/ALE-45(J)反制物投射器(先前批次以追加方式安裝)
C6批次後（82-8899~）：此批次起的機體標準為J-MSIP機
C7批次後（92-8909~）：增加 J/ALQ-8機載干擾器(僅限單座型)和換裝AN/ARC-182 U/VHF雙頻無線電
C8批次後（02-8917~）：雷達告警接收機更換為J/APR-4A(改進型)
C12批次後（42-8945~）：發動機更換為F100-IHI-220E(先前批次採更換發動機更新)
C14批次（62-8958~）：增加J/APQ-1後方預警裝置(僅限單座型)，雷達告警接收機更換為J/APR-4B(4A改進型)

### Pre-MSIP機(初期量產機)
為方便辨識及區分起見，在J-MSIP機開始量產後，航空自衛隊將1981～1984年間交付的C1～C5批次量產機稱為Pre-MSIP機。此5批次的量產機為98架F-15J(02-8801～82-8898)和12架F-15DJ(12-8051～52-8062)。當中僅有一架F-15J，42-8832號機於1990年於地面滑行時發生失控事故而受損，經陸送至三菱重工後，修理翻新為J-MSIP機，升級及修復完成後，此機被部署到小松基地的第303飛行隊。
自1983年起交付的C4批次量產機開始增設反制物投射器(干擾絲/熱焰彈投射器)，之前採購但未裝備的機體也以追加方式補裝。

### J-MSIP(中後期量產機)/Japan-Multistage-Improvement Program, F-15J/DJ
全名日本多階段能力改進計劃(J-MSIP)，與美國的MSIP計畫類似，日本在授權生產的過程中也建立了自己的性能提升計畫。1985年起交付的C6至C17批次共102架量產機(單座型：82-8899~82-8965，雙座型：52-8063~92-8098)即以J-MSIP標準生產，當中僅一架單座型42-8832為Pre-MSIP機提升至J-MSIP標準(於上述1990年的事故而損壞，並於大修後一併完成性能提升)，目前J-MSIP機佔總機數約101架(單座型832 + 899～965 = 68架，雙座型063～098 - 墜毀3架 = 33架）。

### J-MSIP機與Pre-MSIP機的區分點
1.     配備MIL-STD-1553B匯流排(操作AIM-7的H009總線暫時保留)
2.     換裝具有更高處理能力的中央處理電腦(CP-1075/AYK(也稱為AP-1)→ CP-1075A/AYK(也稱為 AP-1R)）
3.     增加線路以提高火控系統的性能，獲得操作99式(AAM-4)空對空飛彈的能力
4.     武器控制面板由類比式SCP改為多功能顯示器MPCD
5.     抬頭顯示器換裝為AN/AWG-20 PACS
6.     雙頻無線電換新（AN/ARC-164 → AN/ARC-182）
7.     單座型自機號42-8945起，雙座型自機號52-8088起，發動機改為F100-IHI-220E，本項升級僅C12～C17批次的量產機為出廠即裝備，此發動機改型改採電子控制，並提高了耐久性(包括Pre-MSIP量產機裝備的引擎也將更換為-220E)
8.     單座型自機號62-8958起加裝J/APQ-1後方預警裝置

#### F-15J/DJ新．空對空飛彈改型
最初，此計畫是自2018年起，針對於IRAN(機體定期修護)時的部分J-MSIP機進行單獨升級，但最近已被納入J-MSIP機的現代化改造計劃。
此次修改將通過改造線路，提升AAM-4以及AAM-5飛彈的綜合作戰能力，並追加AIM-120飛彈的操作能力，具體接受改裝的機數，尚未公開。
改裝項目如下
1.     改寫中央處理電腦和火控雷達的OFP（改進並新增AIM-120B試射中驗證的程序編碼）
2.     將發射導軌從LAU-106/A更換為LAU-106A/A，並進行相應的維修升級，由於 LAU-106A/A 仍然保有AIM-7F/M的扣環連接器，即使在改造後也可以操作並發射AIM-7F/M飛彈。
3.     火控系統及抬頭顯示器換裝更新（AN/AWG-20 → AN/AWG-27）
4.     加裝J/ARG-1飛彈用電波導引系統(專用於AAM-4飛彈的導引裝置)
5.     J/APR-4A雷達告警接收機和J/ALQ-8機載干擾器進行相應改造與更新
6.     對應AN/APG-63平板天線上的升級，追加AAI連接通訊天線
7.     拆除飛彈安裝環中心的電線，AAM-5飛彈的裝載方式將進行修改
8.     LAU-114發射導軌增加開關盒（僅飛行教導群的飛機換裝為LAU-128導軌）
※從外觀上可以區分此改裝機有兩點，但都很難識別，因為除了靠近機身確認導軌是否為LAU-106A/A外，沒有太多有效的確認方法。
※改裝機在3、4、6、7站位的LAU-106A/A飛彈發射導軌中間的廠商銘板被前移，並在銘板位置稍靠後的地方增加了一個接頭。

## F-15J/DJ現代化改造及延壽計畫
此計畫主要分為兩部分同時進行，第一部分為針對C1～C5批次的Pre-MSIP機(即初期量產機)進行翻新，第二部分為針對C6～C17批次的J-MSIP機(中後期量產機)的現代化改造與性能提升，前者只於機體大修時進行翻新，未追加新功能。
計劃之初，J-MSIP現代化計劃根據改造進度分為I型和II型，均以三菱重工為主要承包商。然而，隨著飛機實際改裝預算的刪減，原先的改裝計劃發生了變化，這一分類正式終止。但在現實中，原計劃中的許多換裝項目都是沿襲自原本的計劃，所以在本項目中，為了使計劃的過渡更容易理解，以及方便起見，將名稱轉換為Type I和Type II稱呼。
在中期國防計劃(2005-2009)中，最初計劃在此期間批量改造和翻新26架F-15J/DJ。但由於美國的F-22A出口管制措施，在無法採購新戰機下，原定要取代老化的F-4EJ/EJ改的第4代F-X戰機的徵選推遲到2008年，因此J-MSIP機的現代化改造成為淘汰F-4EJ/EJ改的必要措施，來補足由於F-4EJ/EJ改的退役而導致的防禦能力下降。為此，在2008年和2009年預算中，原計劃中Type II的綜合電戰系統的換裝和運輸機的批量採購都被推遲並改動預算，將其優先撥給J-MSIP機的現代化改造，2009年中期防衛會上，決議將改造數上修為48架。
從2010年開始，延後加裝的綜合電戰系統預算以「提高F-15J/DJ的自衛能力」為名義單獨列出預算。在此時，預計四個飛行隊操作的88架戰機將接受現代化改造，但在《中期國防建設計劃》（2014-2030年）中，「F-15現代化改造」計畫提出把舊有量產機的翻新數量增加為26架，接受現代化改造的J-MSIP機總數則增加到98架，2014 年 8 月，接受現代化改造的機數增加為所有J-MSIP量產機。
在2019年行政業務審核中，此計畫指出將改造現役機隊其中的94架F-15J/DJ，且其中90架已經改造完成並交付給作戰單位。但2019年國防白皮書《戰機體系建設》中稱，有8架接受了Type I型改造的J-MSIP機沒有接受Type II型的現代化改造。
日本的航空雜誌將這些改造量產機統稱為F-15J改。在海外，它則被稱為F-15MJ，用以與既有的F-15J區分。

### Type I升級項目(原計劃中I型)
此計畫是以「F-15J/DJ的現代化改造」為宗旨所提出編列預算並實施修改，在計畫更動及預算重新安排後，此階段計畫為Type II的先導改型，Type II型的改造機則於後續的第二階段預算一併接受此列改造，不計入Type I計畫的改造機數。
註：4.～8.本來是長期單項進行的升級，原本與「J-MSIP機的現代化改造」是分開的，但在升級預算階段被納入了這個計劃。最初，第一架原型機(12-8928)未加裝4.-8.的升級項目，後來追加完成。
1.     中央處理電腦更換（CP-1075A/AYK→CP-1075C(P)/AYK）
2.     用改進的機械天線陣列雷達AN/APG-63(V)1取代既有的AN/APG-63火控雷達，由於本系列雷達部分後端設備是共通的，因此之後可更容易將其進一步改裝為有源相控陣/電子掃描陣列(AESA)雷達AN/APG-63(V)3。
3.     改進的空調設備（LPWS → HPWS）和發電機(功率增加，50KVA → 75KVA)(與此同時，駕駛艙右後側的空調圓形排氣口將被移除)
4.     獲取AAM-4/-4B飛彈的作戰及操作能力
5.     為機上通訊設備增加抗干擾功能
6.     配備飛行資料記錄儀
7.     換裝新型彈射座椅
8.     預留安裝戰術數據交換系統終端機MIDS-LVT(3)的空間和佈線

#### 升級歷程
1997年：開始系統設計
1998年：開始詳細規格設計
1999年：開始為購買一部份的設備編列預算
2000年：中央處理電腦、火控雷達等重大裝備編列預算並進行撥款
2002年：開始改裝與測試作業。第一架Type I型的改造原型機(12-8928)自三菱重工出廠，隨後交付給飛行開發實驗團用於技術驗證及試飛。
2003年7月24日：第一架試驗型翻新版Pre-MSIP機首飛，並於10月21日交付飛行開發實驗團，進行技術驗證。
2004年：編列2架戰機的適當維修預算
2005年：編列4架戰機的適當維修預算
2006年：編列2架戰機的適當維修預算
2007年：由於一次性採購F-2戰機，計畫編列的維修預算被推遲，9月12日交付第一架量產型改裝機(42-8948)後，本財政年內將僅交付6架戰機，達到2005財政年預算上限。
2008年：交付了剩餘的2架改造機。

### Type II改造項目(原計劃中II型)
隨後的預算編制持續以「F-15J現代化改造」為宗旨進行。在總共計劃改造的94架戰機中，有92架戰機編列了預算，其中不包括兩架試作原型機，還為8架相當於type I標準的戰機也編列了預算。
此部分依舊省略了綜合電戰系統的安裝，並於繼承Type I型的全部改造項目後，於原計畫的基礎上追加了新設備。

#### 改造細節如下：
通過省略原計劃中II型的「綜合電戰系統安裝」並繼承相當於I型(Type I)中的改造條件，並在Type I的標準下追加了以下改造項目。
1.     通過採購JHMCS聯合作戰指揮頭盔，以獲得AAM-5的完全作戰能力(追加新式HMD，將採用JHMCS頭盔以達成增強作戰能力)
2.     利用先前預留的空間與佈線，安裝戰術數據交換系統終端機MIDS-LVT(3)
註：04式空對空飛彈(AAM-5)的導引方式為中途慣性導引+終端紅外影像導引，不同於傳統的視距內追熱飛彈，故需藉助JHMCS來達成更大範圍的全向接敵及離軸發射，目前多常見於已現代化改造或進行新式空對空飛彈改型的J-MSIP機，Pre-MSIP機雖然有相通的接口，但受限於航電及設備，無法完全發揮其作戰性能。

#### 缺陷問題
2014年6月，根據審計委員會的許可協議製作的軟體發生故障，航空自衛隊提出改進修復所需的額外預算，以修復因故障而無法使用的中央處理電腦13台(約需11億5267萬日元)與雷達數據處理器5台(約需13億3439萬日元)。此後，審計委員會證實，航空自衛隊已修復上述所有設備，並採取措施防止類似情況在未來發生。

#### 升級歷程
2002年：開發開始。
2007年3月8日：第一架Type II型改造原型機(32-8942)交付給飛行開發實驗團，並開始性能試驗與試飛，並於年底完成一系列改造項目的技術驗證。
2008年：編列20架戰機的適當維修預算。此次集體採購節省了約168億日元的費用，「綜合電戰系統安裝」被推遲，並移出Type II改造計畫。
2009年：編列22架戰機的適當維修預算。為了超過中期防禦計畫的26架維修數量，中期防禦計畫修改為48架。還編列了38套火控雷達(AN/APG-63(V)1)的初步採購預算。
2010年：編列2架戰機的適當維修預算。12架改造完成並交付。
2011年：編列8架戰機的適當維修預算，10架改造完成並交付。
2012年：配合追加預算，編列6架戰機的適當維修預算，10架改造完成並交付。
2013年：編列6架戰機的適當維修預算，9架改造完成並交付。
2014年：編列12架戰機的適當維修預算，11架改造完成並交付。
2015年：編列8架戰機的適當維修預算，8架改造完成並交付。
2016年：編列8架戰機的適當維修預算(追加預算)。8架改造完成並交付。
2017年：4架改造完成並交付。
2018年：8架改造完成並交付。
2019年：4架改造完成並交付。

預算財政年度                採購   改造     交付
平成16年度（2004年）     -       2架     0架
平成17年度（2005年）     -       4架     0架
平成18年度（2006年）     -       2架     0架
平成19年度（2007年）     -       0架     6架
平成20年度（2008年）   20架   20架    2架
平成21年度（2009年）   60架   22架    0架
平成22年度（2010年）   0架     2架     12架
平成23年度（2011年）   0架     8架     10架
平成24年度（2012年）   0架     6架     10架
平成25年度（2013年）   0架     6架     9架
平成26年度（2014年）   0架     12架   11架
平成27年度（2015年）   0架     8架     8架
平成28年度（2016年）   0架     8架     8架
平成29年度（2017年）   0架     0架     4架
平成30年度（2018年）   0架     0架     8架
令和元年度（2019年）    0架     0架    4架
合計                               80架   100架  92架

### IEWS(Integrated Electronic Weapons System綜合電戰系統)
接受本項改造的F-15J/DJ，在左、右側進氣口旁加裝了IEWS天線，是明顯的外觀區分點之一，此裝置可使F-15J/DJ具有ECM及ESM(電戰反制及電子支援)的進階能力，配合追加的J/APQ-1後方警告裝置，可使戰機在遇襲時能提早預警及自保。
在初期開發階段，它是「F-15J/DJ現代化改造」中II型的改造項目之一，但從更動預算後開始，此項目就以「提高F-15J/DJ自衛能力」的名義單獨編列預算。它被認為是II型中等同新航電系統的整體更新，但未列為統一換裝項目。
值得注意的是，此系統分為兩種型態，型態1為僅有垂直尾翼右側的J/APQ-1後方告警雷達，而型態2則有雙側的預警雷達，及進氣口側面的腫包狀天線。
首架搭載此裝置的為飛行開發實驗團持有的32-8942號原型機，接受了型態2標準的改造。
其餘有追加此裝備的機號如下：
72-8961 (小松基地306飛行隊所屬) - 型態2
62-8958 (小松基地306飛行隊所屬) - 型態2
22-8940 (小松基地306飛行隊所屬) - 型態2 
02-8918 (小松基地306飛行隊所屬) - 型態1
92-8912 (小松基地306飛行隊所屬) - 型態1
92-8907 (小松基地306飛行隊所屬) - 型態1
92-8906 (小松基地306飛行隊所屬) - 型態1

具體修改項目
增設IEWS天線與配設對應線路，增配綜合電戰系統（用於提升雷達告警、無線電干擾、反制物投射器三種裝置的能力），並增加綜合顯示功能。
改造歷程
2002年～2007年：機身性能與Type II型開始研究及開發。
2010年：編列2架戰機的適當維修預算。
2011年：編列2架戰機的適當維修預算。
2012年：配合追加預算，為3架戰機編列適當的維修預算。
2014年：共改造完成並交付4架戰機，為2010年預算編列的2架，與2011年度預算的2架。
2015年：以2015年預算改造後交付1架。

預算財政年度                  改造  交付
平成22年度（2010年）     2架  -
平成23年度（2011年）     2架  -
平成24年度（2012年）     3架  -
平成25年度（2013年）     0架  -
平成26年度（2014年）     0架  4架
平成27年度（2015年）     0架  1架
平成28年度（2016年）     0架  0架
合計                                  7架  5架

### Pre-MSIP機的翻新和未來服役計畫
在原始升級空間有限的早期量產型Pre-MSIP機中，除一架Pre-MSIP機(42-8832)升級為J-MSIP機並再進行現代化改造外，其餘的量產機都與出廠時相差無異，僅有最基本的航電與武裝，經過估算C1~C5批次的量產機，操作期間的修理週期和剩餘機體壽命，如果為了升級所需做的改造與機體結構更動，所耗資的成本不成正比，且升級與延壽所需的作業與設備成本更是高得嚇人，目前，航空自衛隊確認此5批次的量產機在翻新後就不會如J-MSIP機一樣再納入相關計畫升級，因此也不會進行重大現代化改造或延壽作業。
大約有100架Pre-MSIP標準的F-15J/DJ不會再進行翻新、延壽或升級，航空自衛隊也正在考慮用第五代戰機F-35A取代它們。出於這個原因，在第31次中期防衛計劃中，提出了更換為F-35A和採購新的F-35B的採購案。
最終，由於機體老舊、機隊更新等相關原因，C1~C5批次的量產機確定將由授權國產的F-35A取代，並於機體壽命到達設計上限的8000小時後逐步安排退役。

## 日本超級攔截機計畫(Japanese Super Interceptor project)
此計畫首次見於2018年12月18日公佈的⟨中期防衛建設計劃⟩，由於下一代的戰機已敲定採購F-35A，且部分F-15J/DJ已面臨機齡老舊的問題，但採購的F-35又不足以汰換全部的F-15J/DJ，最終，航空自衛隊敲定會使用航空自衛隊現役的F-15J/DJ中的J-MSIP現代化改造機進行再升級(後確認在94架J-MSIP改造機中，只會再挑選約70架J-MSIP改造機進行升級），但除此之外，還將執行進一步的作戰能力改進修改(電戰能力的改進、追加戰區外飛彈的配備與操作能力、可掛載的飛彈數量增加等）。波音公司副總裁Pratt Kumar曾表示，該升級計劃會整合F-15EX的許多相同功能，但電傳飛行系統除外。
根據五角大廈2019年10月29日向國會的通知，航空自衛隊的新一代改裝構型將稱為「日本超級攔截機（JSI）」，具體升級項目如下：
1.       火控雷達更換為AN/APG-82(V)1 AESA雷達(原AN/APG-63(V)1)
2.       任務處理電腦換裝為Honeywell ADCP II(原CP-1075C(P)/AYK)
3.       綜合電戰系統採購BAE Systems生產的AN/ALQ-239「DEWS」取代舊有的AN/ALQ-131電戰莢艙
4.       新增任務規劃系統(JMPS)
5.       GPS模組換新為SAASM GPS
6.       雙頻無線電換裝為AN/ARC-210(原AN/ARC-182)
7.       機體壽命延長至10000小時(原8000小時)
8.       整合戰區外飛彈的操作能力，新增1轉2飛彈掛架
關於戰區外飛彈的開發，航空自衛隊計劃整合JASSM(即美軍現役之AGM-158，聯合空對地戰區外飛彈)和LRASM(即AGM-158C，AGM-158的反艦飛彈版)，並開發
然而，翻新所需的設計、零件、工具與工時等成本直線飆升，經估算初期改造費用將超過1000億日元，預計比原定計劃大幅超支。防衛大臣岸信夫下令仔細檢視升級計劃，以及重新計算升級前所需的設計成本和工作設施開發成本。最終由於初始成本過高，在2020財政年的預算中，美國政府和日本製造商預定的390億日元升級合約遭到取消。關於J-MSIP現代化改造機的再現代化與延壽，防衛省要求美方開發商大幅吸收翻新成本，只有將這些成本轉移掉後，所需的花費才讓防衛省有辦法重開計畫，並編列預算。且為了業務連續性及盡早形成戰力，防衛省表示樂於與美方進行進一步的交涉與談判，由於計畫暫停造成LRASM的引進推遲，替代用的反艦飛彈預計將改進自陸上自衛隊的12型陸基反艦飛彈，將其整合為空射版，並將其安裝在F-2戰機上操作與測試。
此外，作為降低成本的選項之一，航空自衛隊開展了「在F-15J/DJ上安裝國產雷達的可行性」的研究計畫，進行關於安裝國產AESA雷達的研究，但最終因為技術困難與開發/量產成本等問題而無法實現，而F-15J/DJ的JSI構型仍將採用美國雷神公司的AN/APG-82(V)1作為火控雷達，據稱，美國公司和日本政府目前正在協調是否可以整合AAM-4和AAM-5兩款飛彈的操作能力至此款雷達上。
目前據稱雙方已達成大致共識，防衛省將先編列20架JSI構型的預算，並儘快安排飛機展開升級，據稱，每架JSI構型的升級單價約為35億日元。
2022年2月，防衛省採辦局宣布，將挑選68架經過現代化改造的單座J-MSIP機成為JSI構型的升級用機，並重開日本超級攔截機計畫。

## Pre-MSIP機的服役與未來
在原始升級空間有限的早期量產型Pre-MSIP機中，除一架Pre-MSIP機(42-8832)升級為J-MSIP機並再進行現代化改造外，其餘的量產機都與出廠時相差無異，僅有最基本的航電與武裝，經過估算C1~C5批次的量產機，操作期間的修理週期和剩餘機體壽命，如果為了升級所需做的改造與機體結構更動，所耗資的成本不成正比，且升級與延壽所需的作業與設備成本更是高得嚇人，目前，航空自衛隊確認此5批次的量產機在翻新後就不會如J-MSIP機一樣再納入相關計畫升級，因此也不會進行重大現代化改造或延壽作業。
而且，雖然早期批次曾計劃安裝新型的JDCSF系統(由自衛隊自行開發的數位通訊系統)，此系統作為無法安裝戰術數據終端交換機MIDS-LVT(3)的備案，且又使得Pre-MSIP機能與其他飛機共享E-767等擁有Link 16資料鏈處理後的資訊，此外，安裝成本是設法改造機體並加裝MIDS-LVT(3)的一半左右，但由於採購F-35的進度與時程，使得這項計畫遲遲沒有被編列進預算。
註：此系統也有安裝在F-2戰機(由於機身空間不足以容納Link 16設備)上。F-15J上，配備JDCSF的改裝原型機(62-8867、82-8897)在左主翼頂部裝有專用葉片天線。
航空自衛隊預定自2025年起逐步退役現役的Pre-MSIP機。

## 機號表
| 預算年度       | 領取年度     | 生產批次 | 機數  | 機數   | 機數         | 機號(生產序列號) | 機號(生產序列號) | 註記       | 出廠細節差異                      |                                    |
| 預算年度       | 領取年度     | 生產批次 | F-15J | F-15DJ | 總計(當年度) | 單座型(F-15J)    | 雙座型(F-15DJ)   | 註記       | 出廠細節差異                      |                                    |
| 1978(昭和53年) | 1980～1982年 | C-1      | 17    | 6      | 23           | 02-8801～32-8817 | 12-8051～22-8056 | Pre-MSIP機 | 僅配備J/APR-4告警器               |                                    |
| 1980(昭和55年) | 1983～1984年 | C-2      | 30    | 4      | 34           | 32-8818～52-8847 | 32-8057～32-8060 | Pre-MSIP機 | 僅配備J/APR-4告警器               |                                    |
| 1982(昭和57年) | 1985～1986年 | C-3      | 21    | 2      | 23           | 52-8848～62-8868 | 52-8061～52-8062 | Pre-MSIP機 | 僅配備J/APR-4告警器               |                                    |
| 1983(昭和58年) | 1986～1987年 | C-4      | 13    | 0      | 13           | 62-8869～72-8881 | 無               | Pre-MSIP機 | 此批起出廠即配備全套J/TEWS        |                                    |
| 1984(昭和59年) | 1987～1988年 | C-5      | 17    | 0      | 17           | 72-8882～82-8898 | 無               | Pre-MSIP機 |                                   |                                    |
| 1985(昭和60年) | 1988～1989年 | C-6      | 10    | 4      | 14           | 82-8899～92-8908 | 82-8063～82-8066 | J-MSIP機   |                                   |                                    |
| 1986(昭和61年) | 1989～1990年 | C-7      | 8     | 4      | 12           | 92-8909～02-8916 | 92-8067～92-8070 | J-MSIP機   | 此批起增設J/ALQ-8機載干擾器(單座) | 此批起無線電為AN/ARC-182(單、雙座) |
| 1987(昭和62年) | 1990～1991年 | C-8      | 6     | 6      | 12           | 02-8917～02-8922 | 02-8071～12-8076 | J-MSIP機   | 此批起J/APR-4換裝J/APR-4A         |                                    |
| 1988(昭和63年) | 1991～1992年 | C-9      | 9     | 3      | 12           | 12-8923～22-8931 | 12-8077～12-8079 | J-MSIP機   |                                   |                                    |
| 1989(平成元年) | 1992～1993年 | C-10     | 10    | 1      | 11           | 22-8932～32-8941 | 32-8080          | J-MSIP機   |                                   |                                    |
| 1990(平成2年)  | 1993～1994年 | C-11     | 3     | 7      | 10           | 32-8942～42-8944 | 32-8081～32-8087 | J-MSIP機   |                                   |                                    |
| 1991(平成3年)  | 1994～1995年 | C-12     | 8     | 0      | 8            | 42-8945～52-8952 | 無               | J-MSIP機   | 此批起出廠時發動機為F100-IHI-220E |                                    |
| 1992(平成4年)  | 1995～1996年 | C-13     | 5     | 2      | 7            | 52-8953～52-8957 | 52-8088～62-8089 | J-MSIP機   |                                   |                                    |
| 1993(平成5年)  | 1996～1997年 | C-14     | 3     | 1      | 4            | 62-8958～72-8960 | 72-8090          | J-MSIP機   | 此批起增設J/APQ-1後方告警器(單座) | 此批起J/APR-4A換裝J/APR-4B         |
| 1994(平成6年)  | 1997～1998年 | C-15     | 3     | 1      | 4            | 72-8961～72-8963 | 82-8091          | J-MSIP機   |                                   |                                    |
| 1995(平成7年)  | 1998～1999年 | C-16     | 2     | 3      | 5            | 82-8964～82-8965 | 82-8092～92-8094 | J-MSIP機   |                                   |                                    |
| 1996(平成8年)  | 1999年       | C-17     | 0     | 4      | 4            | 無(生產完成)     | 92-8095～92-8098 | J-MSIP機   |                                   |                                    |

## 虛構作品中的F-15J戰鬥機
F-15J戰鬥機在流行文化之中亦有出現：
- 1990年日本電影《BEST GUY》
- 1993年日本動畫電影《機動警察劇場版Ⅱ - 和平保衛戰》，"巫師"隊與"祭司"隊共四架F-15J起飛攔截並不存在的F-16編隊"飛龍"隊，甚至因系統問題"祭司"隊差點將"巫師"隊擊落，該作品中的F-15J都加裝了一對全動式鴨翼，不符日本航空自卫队所有F-15J的实际状况。
- 2007日本電影「午夜鷹」中出現F-15J的劇情。
- 2008年日本科幻特摄大电影《大决战！超奥特8兄弟》一片中，日本航空自衛隊出动7架F-15J战斗机前去消灭出现在横滨港的两头怪兽，可是导弹对敌方毫无用处。最后在又一轮的进攻时，当剩余的3架再次对其中一头怪兽实行攻击以后不幸被怪兽头部发射的雷火攻击落。
- 2012年日本动漫《Fate/Zero》第二季，此作品中出现的F-15被Berserker寶具化而改變了载弹量和，并不符合日本航空自卫队所有的F-15J的实际状况。
- 2018年日本動畫《飛龍女孩》中的飛龍間租譚（Masotan）即可擬態變成F-15J，機身編號為02-8999。
- 於《空戰奇兵7 未知天際》中作為玩家可駕駛戰機出現

## 關聯項目
相关开发
- F-15 (战斗机)
- 自卫队
- 航空自卫队
- 战斗机
- 第四代战斗机
- F-15E“攻击鹰”

类似型号
- F-14
- 歼-11
- 苏-27

相关列表
- 日本军用飞机列表

### 引用
1. 1 2  .   [2020-08-16]. （原始内容存档于2020-03-07）.
2. ↑  Rininger 2009, p. 150.
3. ↑  .   [2020-06-14]. （原始内容存档于2020-06-14）.
4. ↑  . www.weblio.jp.   [2024-06-16]. （原始内容存档于2024-12-07） （日语）.
5. ↑  . Yahoo!ニュース.   [2024-06-16]. （原始内容存档于2024-06-15） （日语）.
6. ↑  . judgit.net.   [2024-06-16]. （原始内容存档于2024-06-14）.
7. ↑  . 行政業務審查項目. 2014-09-01  [2020-03-21]. （原始内容存档于2020-07-13） –防衛省 （日语）.
8. 1 2  .   [2022-03-13]. （原始内容存档于2022-03-18）.
9. ↑  Axe, David. . The National Interest. 2020-01-07  [2023-02-08] （英语）.
10. ↑  . No. 2010-12: 88.
11. ↑  . 防衛廳. 1978  [2023-05-14]. （原始内容存档于2023-05-14）.
12. ↑  . Code Names for U.S. Military Projects and Operations.   [2023-05-30]. （原始内容存档于2023-05-30）.